# Frankensteins Rache
Frankensteins Rache (Originaltitel: The Revenge of Frankenstein) ist ein Horrorfilm der britischen Filmproduktionsfirma Hammer aus dem Jahr 1958. Die Titelrolle des Barons Frankenstein spielte Peter Cushing, Regie führte Terence Fisher. Der Film ist die Erste einer Reihe von Fortsetzungen aus dem Hause Hammer, die größtenteils nur thematisch auf der Romanvorlage Frankenstein von Mary Shelley basieren. Er wurde auch als Ich bin Frankenstein aufgeführt.

## Handlung
Im Jahre 1860 wird Baron Frankenstein für die brutalen Morde, die sein künstlich geschaffenes Ungetüm begangen hatte, zum Tod durch die Guillotine verurteilt.
Doch dank seiner Helfer und durch Bestechung des Henkers wird statt seiner der Priester, der ihm die letzte Beichte abnehmen sollte, enthauptet.
Einige Jahre später in einem deutschen Städtchen erkennt der ehrgeizige junge Mediziner Dr. Kleve in dem neuen Arzt Dr. Stein den totgeglaubten Frankenstein und erpresst ihn. Er will alles von ihm lernen und ihn bei seinen heimlichen Experimenten unterstützen. Im Gegenzug bewahrt er sein Geheimnis.
Aus Gliedmaßen, die er über seine Praxis gewinnt, setzt er einen neuen Körper zusammen. Diesem will er das Gehirn seines verkrüppelten Assistenten Karl einsetzen, dem er einen neuen Körper als Belohnung für seine Hilfe versprochen hat.
Nach der erfolgreichen Operation erzählt Dr. Kleve Karl in seiner Begeisterung, dass er von nun an der Mittelpunkt der Aufmerksamkeit sämtlicher medizinischer Fachleute sein wird. Dieser gerät beim Gedanken daran, wie eine Kuriosität ausgestellt zu werden, in Panik. Er flieht, wird in Dr. Steins Praxis aber vom brutalen, betrunkenen Hausmeister erwischt. Dieser hält Karl für einen Einbrecher und schlägt ihn mehrere Male bis Karl ihn erwürgt. Nachdem Karl eine junge Frau ermordet hat, platzt er in eine vornehme Abendgesellschaft, auf der sich auch Frankenstein befindet und nennt diesen öffentlich bei seinem wirklichen Namen, ehe er tot zusammenbricht.
Von der Ärzteversammlung befragt, bestreitet Frankenstein, der berüchtigte Baron Frankenstein zu sein, doch die Ärzte exhumieren Frankensteins Grab und entdecken die Leiche des Priesters. Gleichzeitig wird Frankenstein in der Praxis von seinen aufgebrachten Patienten brutal zusammengeschlagen. Dr. Kleve findet den sterbenden Baron und bringt ihn sofort ins Labor, wo er dessen Gehirn in einen Ersatzkörper transplantiert, den Frankenstein vorsorglich für eine solche Situation hergestellt hat. Baron Frankensteins Leichnam wird den Behörden übergeben, die ihn nun endgültig für tot erklären.
Einige Zeit später in London eröffnet ein gewisser Dr. Franck zusammen mit seinem Assistenten Dr. Kleve eine neue Praxis.

## Synchronisation
| Figur                                 | Darsteller       | Deutscher Sprecher    |
| ------------------------------------- | ---------------- | --------------------- |
| Dr. Victor Stein / Baron Frankenstein | Peter Cushing    | Siegfried Schürenberg |
| Dr. Hans Kleve                        | Francis Matthews | Axel Monjé            |
| Margaret                              | Eunice Gayson    | Renate Küster         |
| Karl, die Kreatur                     | Michael Gwynn    | Gerd Martienzen       |
| Karl, Dr. Steins Assistent            | Oscar Quitak     | Gerd Martienzen       |
| Fritz                                 | Lionel Jeffries  | Fritz Tillmann        |

## Veröffentlichung
In den USA startete der Film am 1. Juni 1958, in Großbritannien am 27. August 1958. Deutscher Kinostart war am 5. September 1958. Auf DVD wurde Frankensteins Rache am 10. September 2002 von Columbia Tristar veröffentlicht.

## Kritiken
- Lexikon des internationalen Films: „Zweiter Aufguss mit wenig neuen Ideen, jedoch einer Spur Selbstironie.“[4]
- Evangelischer Filmbeobachter: „Technisch nicht ungeschickt gemachtes Schauerstück, dessen Geschmacklosigkeit wir ablehnen.“[5]

## Sonstiges
- Die britische Zeitung Daily Telegraph war über den Film derart schockiert, dass sie 1958 berichtete, der Film müsse von der BBFC eine spezielle Klassifizierung bekommen: „Nur für Sadisten geeignet.“
- Laut den Verantwortlichen bei Hammer forderte die BBFC die Streichung der Szene, in der zu sehen ist, wie Karls Gehirn von einer Schale aus in ein Glas mit Flüssigkeit gleitet. Diese Szene sorgte bereits während des Verfassens des Drehbuchs für Diskrepanzen, ist aber seit der Veröffentlichung des Filmes in allen zugänglichen Versionen enthalten.